# Vesicularia harmeri
Vesicularia harmeri är en mossdjursart som beskrevs av Silén 1942. Vesicularia harmeri ingår i släktet Vesicularia och familjen Vesiculariidae. Inga underarter finns listade i Catalogue of Life.